# Good Morning Revival
Good Morning Revival es el cuarto álbum del grupo musical Good Charlotte y es la continuación del disco anterior de la banda, The Chronicles of Life and Death, lanzado el año 2004.

## Retraso de la fecha del lanzamiento
Originalmente, el guitarrista Billy Martin mencionó en su blog en la página oficial de la banda que el álbum se lanzaría para Navidad del 2006. Sin embargo, la fecha de lanzamiento original era para junio de 2006, pero fue pospuesta varias veces antes de ser confirmada en la página web de la banda. Luego se anunció que se retrasaría hasta octubre, aunque fue nuevamente pospuesta hasta febrero de 2007. El cantante, Joel Madden, contó en una entrevista con MuchMusic que el lanzamiento había sido pospuesto para el 5 de marzo de 2007. El 6 de diciembre de 2006, se anunció en la página de la banda que el álbum sería lanzada el 20 de marzo de 2007. Un par de días después, la banda lo pospuso para el 27 de marzo de 2007. Sin embargo, "Top20 Music" anunció el 18 de marzo que el álbum se podía bajar en iTunes Music Store del Reino Unido.

## Lanzamiento en Internet
En la página de la banda, Benji Madden posteó un video y anunció que la canción "Keep Your Hands Off My Girl" sería posteada en el MySpace de la banda. La canción fue publicada el 22 de septiembre (2006) y se podía escuchar en el MySpace de la banda y en la página de la banda. Más tarde, un video para la canción fue posteado en el MySpace de la banda el 26 de octubre. El primer sencillo del álbum, "The River", apareció en línea el 4 de enero de 2007.
A medianoche, el 23 de enero, el sencillo se hizo disponible para preordenarlo en iTunes. Cuando se preordena, "The River" se baja inmediatamente, mientras que el resto del álbum se baja en la fecha de lanzamiento. Preordenarlo en iTunes también proveía de una versión bonus del sencillo, y un video musical de una sesión acústica de "Misery". 
Una versión acústica de "March On" se puede descargar de la página oficial de la banda si se está registrado como miembro. En conjunto con los tracks listados más abajos, si se compra en Wal-Mart, se pueden descargar cinco canciones exclusivas de su show de Soundstage.

## Listado de canciones

### Edición Estándar
| Good Morning Revival |                                                   |                                                                                  |          |  |
| N.º                  | Título                                            | Escritor(es)                                                                     | Duración |  |
| 1.                   | «Good Morning Revival»                            | Joel Madden, Benji Madden                                                        | 0:56     |  |
| 2.                   | «Misery»                                          | Benji Madden, Joel Madden, Don Gilmore                                           | 3:49     |  |
| 3.                   | «The River»                                       | Benji Madden, Joel Madden, con M. Shadows, y Synyster Gates de Avenged Sevenfold | 3:15     |  |
| 4.                   | «Dance Floor Anthem (I Don't Want to Be in Love)» | Benji Madden, Joel Madden, Don Gilmore                                           | 4:04     |  |
| 5.                   | «Keep Your Hands off My Girl»                     | Benji Madden, Joel Madden                                                        | 3:25     |  |
| 6.                   | «Victims of Love»                                 | Joel Madden, Benji Madden, Don Gilmore                                           | 3:45     |  |
| 7.                   | «Where Would We Be Now»                           | Billy Martin, Joel Madden, Benji Madden                                          | 3:58     |  |
| 8.                   | «Break Apart Her Heart»                           | Benji Madden, Joel Madden, Don Gilmore, Paul Thomas                              | 3:19     |  |
| 9.                   | «All Black»                                       | Benji Madden, Joel Madden, Don Gilmore                                           | 4:19     |  |
| 10.                  | «Beautiful Place»                                 | Benji Madden, Joel Madden, Don Gilmore                                           | 3:50     |  |
| 11.                  | «Something Else»                                  | Benji Madden, Joel Madden, Don Gilmore                                           | 3:19     |  |
| 12.                  | «Broken Hearts Parade»                            | Joel Madden, Benji Madden, Don Gilmore                                           | 3:15     |  |
| 13.                  | «March On»                                        | Benji Madden, Joel Madden, Don Gilmore                                           | 3:11     |  |

### Edición de iTunes
- Los trece tracks de la edición estándar

| Good Morning Revival: Edición de iTunes |                                                    |          |  |
| N.º                                     | Título                                             | Duración |  |
| 14.                                     | «The River» (Acoustic Version)(iTunes Bonus Track) | 3:32     |  |
| 15.                                     | «Digital Booklet Of Good Morning Revival»          |          |  |

### Edición de  Wal-Mart
- Los trece tracks de la edición estándar
- 5 canciones bajadas exclusivas de su performance en Soundstage

### Edición Best Buy
- Los trece tracks de la edición estándar
- Bonus track

| Good Morning Revival: Edición Best Buy |                          |          |  |
| N.º                                    | Título                   | Duración |  |
| 14.                                    | «Jealousy» (Bonus Track) | 3:15     |  |

### Edición Target
- Los trece tracks de la edición estándar
- DVD bonus con episodios 1-3 de GCTV y videos

| Good Morning Revival: Edición Target - DVD |                                    |          |  |
| N.º                                        | Título                             | Duración |  |
| 1.                                         | «Episodio 1 de GCTV»               |          |  |
| 2.                                         | «Episodio 2 de GCTV»               |          |  |
| 3.                                         | «Episodio 3 de GCTV»               |          |  |
| 4.                                         | «Good Morning Revival»             |          |  |
| 5.                                         | «The River» (Video musical)        |          |  |
| 6.                                         | «The Making Of "The River"»        |          |  |
| 7.                                         | «Beautiful Place» (Video Acústico) |          |  |

### Edición Japonesa
- Los trece tracks de la edición estándar
- Bonus tracks

| Good Morning Revival |                                                                       |          |  |
| N.º                  | Título                                                                | Duración |  |
| 14.                  | «Keep Your Hands Off My Girl» (Remix de Broken Spindles)(Bonus Track) | 4:35     |  |
| 15.                  | «Face the Strange» (Bonus Track)                                      | 2:59     |  |

### B-sides
La banda mencionó que había creado más de 60 lados para el álbum. Sólo tres de ellos fueron lanzados. No habían estado felices con muchos tracks que habían hecho, así que hicieron más. Muchas de las canciones en el álbum fueron de las últimas que hicieron.
| Good Morning Revival: B-sides |                    |          |  |
| N.º                           | Título             | Duración |  |
| 1.                            | «Face the Strange» | 2:59     |  |
| 2.                            | «Jealousy»         | 3:15     |  |
| 3.                            | «You're Gone»      | 3:22     |  |

## Posición en los conteos
El álbum ha conseguido lugar en varios países. Good Charlotte ha conseguido hacer que Good Morning Revival será su mejor álbum a nivel internacional, llegando al top 10 en trece países. Seguido de su lanzamiento, el álbum llegó al puesto siete de Billboard 200, vendiendo más de 66.000 copias en su primera semana.
| Conteo (2007)                     | Mejor Posición |
| --------------------------------- | -------------- |
| Conteo de Argentina               | 10             |
| Conteo de Australia               | 5              |
| Conteo de Austria                 | 10             |
| Billboard 200                     | 7              |
| Billboard Comprehensive Albums    | 7              |
| Billboard European Top 100 Albums | 12             |
| Billboard Top Rock Albums         | 2              |
| Canadian Albums Chart             | 2              |
| Conteo de Holanda                 | 58             |
| Conteo de Estonia                 | 5              |
| Conteo de Finlandia               | 16             |
| Conteo de Francia                 | 38             |
| Conteo de Alemania                | 10             |

| Conteo (2007)           | Mejor Posición |
| ----------------------- | -------------- |
| Conteo de Hong Kong     | 4              |
| Conteo de Hungría       | 33             |
| Conteo de Irlanda       | 36             |
| Conteo de Italia        | 32             |
| Conteo de Japón         | 12             |
| Conteo de México        | 6              |
| Conteo de Nueva Zelanda | 2              |
| Conteo de Suecia        | 23             |
| Conteo de Suiza         | 7              |
| Conteo de Taiwán        | 5              |
| Conteo de Tailandia     | 8              |
| UK Album Chart          | 13             |

## Personal

### A&R
- David Massey
- Evan Lipschutz

### Arte/Fotografía
- Fusako Chubachi - Dirección artística
- Kristine Burns - Fotografíaa
- Marvin Scott Jarrett - Dirección artística, Fotografía
- Michael Dahan - Fotografía
- Sheri G. Lee - Dirección artística

### Instrumentos
- Benji Madden - Guitarra
- Billy Martin - Guitarra, Teclado
- Dean Butterworth - Batería
- Paul Thomas - Bajo
- Synyster Gates - Guitarra en "The River"

### Mezcla/Ingeniería
- Andy Wallace
- Fox Phelps - Asistente
- Mark Kiczula

### Producción/Edición/Administración
- Don Gilmore - Productor
- John O'Mahoney - Edición Digital
- Mike Scielzi - Asistente
- Steve Feinberg - Administración
- Ted Jensen - Masterización

### Vocalistas
- Benji Madden - Fondo
- Bobbi Page - Fondo
- Carmen Carter - Fondo
- Joel Madden - Principal
- M. Shadows - en "The River"
- Maxine Waters - Fondo
- Terry Wood - Fondo